# Mauricio da Costa Carvalho Vidigal
Mauricio da Costa Carvalho Vidigal (São Paulo, 24 de novembro de 1941) é um jurista brasileiro que exerceu o cargo de corregedor-geral de Justiça do estado de São Paulo.
É bacharel formado pela Faculdade de Direito da Universidade de São Paulo (USP), na turma de 1965. Ingressou na magistratura em 1969, como juiz substituto, na 2ª Circunscrição Judiciária, em São Bernardo do Campo. Sua primeira titularidade foi na Comarca de Altinópolis (1970). Três anos depois, em 2ª entrância, judicou na Comarca de Ourinhos. Em seguida, no mesmo ano, assumiu a 1ª Vara da Comarca de Guarulhos. Em 1977, foi removido para o cargo de juiz auxiliar da Capital. Na entrância especial, atuou na 4ª Vara Distrital do Tatuapé e na 1ª Vara Distrital do Jabaquara. Em 1984, assumiu como juiz no Tribunal de Alçada Criminal. Em 1995, foi removido para o 1º Tribunal de Alçada Civil. Assumiu o cargo de desembargador Em 1993 e, em 2008, foi eleito para o Órgão Especial. Em 3 de março de 2011 foi eleito corregedor-geral da Justiça.
É filho do advogado Alcides da Costa Vidigal e de Maria da Costa Carvalho Vidigal.
Aposentado em 22 de novembro de 2011, Maurício Vidigal recusou homenagens do Tribunal de Justiça na sua despedida. A sessão do doa 21 de novembro do Conselho Superior da Magistratura, realizada no gabinete da Presidência, marcou a última participação do desembargador Maurício Vidigal no Poder Judiciário.

## Obra
- Citações e Intimações. ed. Juarez de Oliveira, 1999.